# Musique islamique
La musique islamique est la musique religieuse musulmane, chantée ou jouée en public ou en privé.
Cette musique suscite le débat dans le sunnisme (majoritaire) quant à sa licéité tandis qu'elle est sans opposition acceptée par confréries soufies. Ainsi, les derviches et divers soufis estiment que des paroles religieuses ou mystiques rendent la musique licite. Pourtant, il existe aussi des formes de musiques sunnites, dans lesquelles la parole prime et qui perdent ainsi leur dimension musicale.

## Géographie
La musique islamique est issue d'une vaste région géographique qui s'étend de l'Asie centrale à l'Atlantique, et ces régions constituent les branches d'une même famille musicale ayant pris naissance dans les foyers culturels du Proche-Orient et du Moyen-Orient. D'importantes communautés musulmanes vivent aussi en Afrique sub-saharienne et dans les Philippines méridionales mais ces zones ont moins d'influence sur la musique islamique.
Toutes ces régions étaient reliées par le commerce bien avant les conquêtes islamiques du XIe siècle et il est probable que les styles musicaux aient, tout comme les marchandises, traversé les frontières. Comme l'islam est une religion multiculturelle, l'expression musicale de ses fidèles est différente et variée. Les modèles musicaux indigènes de ces pays ont formé peu à peu une musique dévotionnelle appréciée par les musulmans contemporains[réf. nécessaire].

## Musique et sunnisme
L'islam sunnite entretient une relation assez complexe avec la musique. Si la musique comme fait religieux est attestée dans la religion musulmane, certains auteurs soulèvent la difficulté de conceptualiser une « musique sacrée. » Dès ses origines et la vie de Mahomet, certaines contradictions semblent exister et plusieurs courants de pensée — qui vont de l'autorisation de la musique à son interdiction — s'opposent. Cet argumentaire s'est construit au fur et à mesure du développement de l'islam et la question fait toujours débat.
Mais on peut aussi inverser le point de vue, et dire avec Dominique et Janine Sourdel que si la musique est en principe interdite dans l'islam, la société musulmane ne se soumit jamais complètement à un tel interdit, et qu'on assiste au contraire au développement de plusieurs écoles de musique.

### Statut de la musique dans l'islam
Pour certains musulmans, la musique est interdite par Allah. Ceux qui défendent cette vision s’appuient aussi bien sur le texte du Coran que sur les hadîths. Pourtant, le terme musique ne figure pas dans le Coran, et cette interprétation s'appuie donc sur ce qui est perçu comme une allusion.
Pour le Coran, c'est essentiellement le verset 6 de la sourate 31 qui est interprété comme un interdit de la musique : « Tel homme ignorant se procure des discours futiles (lahw) pour égarer les autres hors du chemin de Dieu et prendre celui-ci en dérision. Voilà ceux qui subiront un châtiment ignominieux (Traduction Denise Masson.) » C'est ainsi que selon Abdullah Ibn Abbas, le mot lahw se réfère à « la chanson » et selon IAbu Bakr Ibn Mujâhid, au « tambour ». Quant à Al-Hassan al-Basrî, il affirme que « ce verset a été révélé à propos de la musique et des flûtes ».
Mais d'autres exégètes voient dans ce passage une critique non pas de la musique, mais des religions polythéistes. En outre, certains hadiths semblent aller dans le sens d'une prohibition ; selon un hadith rapporté par l'imam Al Boukhari, Mahomet a dit : « Il y aura parmi ma communauté des gens qui considéreront comme licites la soie, l’alcool et les instruments de musique. »

#### Écoles juridiques sunnites

##### Écolehanafite
Abou Tayeb Al Tabari a dit : « Abû Hanîfa détestait la musique et comptait le fait d'écouter de la musique parmi les péchés ».

##### Écolemalikite
D'après Ishaq Ibn 'Issa, j'ai questionné l'imam Mâlik ibn Anas concernant ce que permettait les gens de Médine concernant la musique, il a répondu : « Pour nous ce sont les pervers qui font cela ».

##### Écoleshafi'ite
Ibn Jawzi a dit : « L'imam Ash-Shâfi'î a mentionné dans son livre Adab Al Qada que lorsqu'un homme persiste à écouter de la musique, alors son témoignage n'est plus accepté et il n'est alors plus une personne de droiture ».

##### Écolehanbalite
Abdallah (828 - 903), le fils de l'imam Ahmad Ibn Hanbal, a dit : « j'ai interrogé mon père concernant la musique, il a dit : "La musique fait pousser l'hypocrisie dans le cœur, cela ne me plaît pas" ».

#### Une idée courante chez les salafistes et dans les courants fondamentalistes
Comme on l'a vu ci-dessus, la musique est une forme artistique en principe interdite dans la société musulmane, même si cet interdit n'a jamais été totalement respecté. Toutefois, des courants fondamentalistes comme le salafisme ou le wahhabisme insistent sur cette interdiction, car selon eux la musique peut manipuler l'esprit et empêcher la méditation du Coran.
Ainsi, selon le penseur médiéval Ibn Taymiyya, une des références de ces courants, « la fabrication d’instruments de musique est interdite. » En outre, pour Ibn Taymiyya, « les instruments de musique tels que les instruments à six cordes doivent être détruits selon la majorité des docteurs en droit islamique. C’est la position de Mâlik ibn Anas et la plus célèbre des deux opinions attribuées à Ahmad ». Selon al-Albani, « les quatre écoles juridiques sont d’accord sur le caractère illicite de tous les instruments de musique ».

#### Débat actuel
Ces questions font aujourd'hui encore l'objet de débat dans le monde musulman et en dehors, tout particulièrement en raison de la diffusion de la pensée fondamentaliste et ont été diffusées auprès du public par certains scandales, dont la destructions d'instruments par Daech ou les talibans, l'attentat du Bataclan et sa musique nommés « fête de perversité » dans la revendication daechienne ou encore par un prêche mélophobe de Rachid Abou Houdeyfa, l'imam de la mosquée Sunna de Brest. Le développement de ce courant critique participe aujourd'hui à la construction d'une unité collective fondamentaliste.
La musique dans le monde sunnite est donc frappée d'interdits musicaux qui touchent aussi bien la musique religieuse que la musique profane. Ces prescriptions interdisent tout particulièrement, la musique instrumentale qui pourrait être considérée par l'Islam comme un art antireligieux. Pour cette raison et à la différence du soufisme, les instruments ne sont pas utilisés dans le cadre de la musique religieuse sunnite..
Ce débat touche l'ensemble de la musique dont certaines prennent aujourd'hui des dimensions de critère d'appartenance religieuse pour certains musulmans européens ou être utilisée à des fins missionnaires.

### Musique autorisée dans certains cas
L'histoire prouve un consensus général sur l'autorisation ou la tolérance de la musique non religieuse. Ainsi, dès les débuts de l'histoire de l'islam, la dynastie des abbassides voit se développer un grand mécénat musical. De même, plusieurs auteurs musulmans ont écrit des traités traitant de musique, comme Al-Ghazâlî ou Avicenne.
Tout au long de l'histoire, on observe une lutte entre deux visions contradictoires. Cette contradiction influencera l'usage musical religieux.

#### Présence d'exceptions dans les hadiths
Les hadiths montrent la présence d'exceptions à l'interdiction musicale. Ces exceptions peuvent être liés à certains jours ou à certains instruments. Il est ainsi recommandé aux petites filles d'utiliser un tambourin et de chanter lors des mariages et lors des deux fêtes religieuses (Aïd al-Adha et Aïd el-Fitr), même si cela est entendu par les femmes et les hommes, à condition que les paroles ne contiennent aucun interdit religieux. [réf. nécessaire]
Dans un hadith rapporté par Aïcha :
"Le Messager d'Allah entra chez moi, pendant que deux filles chantaient des chansons (sur la bataille de Bu'âth, qui se déroula avant l'arrivée de l'islam). Il s'étendit sur le lit en nous tournant le dos. Sur ces entre-faits, arriva Abû Bakr qui s'écria : "Des chants diaboliques dans la demeure du Messager d'Allah ." Se tournant vers lui, le Messager d'Allah lui dit : "Laisse-les !" Puis, pendant qu'Abû Bakr n'y prenait point garde, je fis un signe aux deux filles qui sortirent." Et dans une autre version, le Messager d'Allah a dit : "O ! Abû Bakr, chaque peuple a ses jours de fêtes, or c'est notre fête aujourd'hui".
Concernant ce hadith, l'érudit Ibn Hajar a dit : « Et de ce hadith, nous pouvons tirer : La légitimité de gâter les enfants durant les jours de fête et ce, par tout ce qui pourrait les rendre heureux et joyeux, car montrer sa joie (les jours de fêtes) est un symbole religieux. » Il semble donc que ce soit permis à des situations spécifiques, comme le jour l'Aid.

#### Musiques religieuses sans statut musical
Dans le cadre du sunnisme, la majorité des musulmans exclut de cette interdiction certaines musiques religieuses en raison de la place première du texte dans celle-ci. Ainsi, selon l’imam égyptien Mohamed Hassan, « le chant est une parole tant qu’il n’est pas accompagné d’instruments de divertissement et de musique ». De même, Luis Velasco-Pufleau cite un imam wahhabite : « À propos de la musique, il y a beaucoup de preuves qui montrent qu’elle est haram. Mais aujourd’hui, Al-Hamdoulillah [louange à Allah], nous n’avons plus besoin de musique, même dans les mariages, grâce aux anasheed. Dans les anasheed, les voix ont remplacé les instruments, qui sont haram, comme le piano ou la flûte. Vous n’avez plus besoin d’instruments de musique, puisqu’il y a aussi beaucoup de sons que vous pouvez faire grâce à votre ordinateur ».
Pour eux, ces musiques ne sont pas de la musique au sens occidental du terme mais un mode d'énonciation du mot. Ces formes autorisées sont le chant de l'appel à la prière, la cantillation du Coran et les hamd, nasheeds et na't.

## Les formes de la musique sunnite

### Cantillation du Coran
La récitation du Coran se fait sous forme de cantillation. Pour Michel Brenet, la cantillation est une « forme de mélodie religieuse de construction primitive et plus proche de la déclamation que du chant proprement dit ». Solange Corbin précise dans l'étude de la cantillation chrétienne qu'elle est « un style où la parole aura la prépondérance sur la musique, mais où cette dernière joue un rôle de régulateur et de revêtement solennel » Ces définitions peuvent correspondre à la vision orthodoxe de la cantillation du Coran.
Il existe deux formes principales :
- le tartîl (تَرْتيل [tartīl], psalmodie), récitation lente du Coran pour inciter à la réflexion ;
- le tajwîd (تَجْوِيد [tajwīd], embellissement) est une lecture psalmodiée du Coran.

Si la différence entre les deux a pu être comprise comme différence entre public/privé, il est plus probable qu'elle est essentiellement musicale.
Ce chant est effectué par un lecteur (muqri’ ou une muqri’a), professionnels formés à cet exercice et normalement agréé,s en Égypte, par l’université Al-Azhar. Tout l'enjeu de ce chant est la « juste réalisation des phonèmes et l’observation de règles phoniques particulières qui ne s’appliquent qu’au Coran (emphatisation et désemphatisation, assimilations diverses, allongements « secondaires » des voyelles longues et de certaines voyelles brèves). ». Il s'agit à l'origine d'un chant improvisé, ce qui permet une élocution au rythme libre. À partir de l'époque abbasside, il sera parfois mesuré et accompagné d'instruments. Certaines cantillations reprenaient même des airs profanes et pouvaient être accompagnés de battement de mains ou de danse. Ce type de cantillation semble avoir disparu à l'époque contemporaine.
Si l'histoire de cette forme musicale est mal connue, les enregistrements du XXe siècle permettent de mieux cerner ses formes, ses transformations et une certaine stabilité au cours de ce siècle. Cette cantillation se caractérise par des formes régionales particulières tendant de nos jours à être remplacée par les formes saoudiennes.
Musique sacrée à l'origine, cette cantillation a dépassé son cadre pour influencer la musique profane, comme le montre la place importante de la voix monodique au détriment de l'instrument relégué à son rôle d'accompagnement ou dans le choix du système modal.

### Appel à la prière
L'islam s'est diffusé et a dû marquer sa différence et « marquer son empreinte » face aux autres civilisations que ce soit de manière politique mais aussi esthétique. Cela se retrouve dans l'importance de la voix et de la parole dans le nouveau paysage sonore.
L'appel à la prière est un chant délimité par des règles précises. Au Caire, selon certaines sources, chaque jour de la semaine était associé à un mode musical différents au début du XXe siècle tandis que depuis le développement des haut-parleurs a occasionné une lutte entre lieux de culte et une perte qualitative importante des « voix amplifiées de muezzins improvisés imposant leur approximatives tonalités lors de l’appel ».
Traditionnellement, chaque phrase est suivie d'une pause et est répétée une ou plusieurs fois selon des règles fixes. Au cours de la première déclaration chaque phrase est limitée dans la gamme de tons et est moins mélismatique et plus courte. La répétition de la phrase est généralement plus longue et est ornée de mélismes. Elle peut posséder alors un ambitus musical supérieur à l'octave. La forme de l'adhan est caractérisée par des oppositions. Le tempo est souvent lente; il peut être plus rapide et avec moins de mélismes pour la prière du soir. Pendant les fêtes, elle peut être effectuée à deux voix.
Pourtant, l'appel à la prière permet « une grande liberté dans l'expression vocale ».

### Hamd, nasheedsetna't
Les hamd, les nasheeds et les na't sont des poèmes dévotionnels de l’Islam officiel. Le na't kwani est un chant a cappella accompagnant la cantillation du Coran ; on y exprime l'amour d'Allah, notamment au sein du hamd-o-sanna accompagné de percussions.
Cependant, certains savants sunnites, de branches fondamentalistes, sont formels sur l'interdiction des nasheeds. Parmi ceux-ci, se trouvent Al Albani et Ibn Baz  L'organisation terroriste Daech utilise pourtant ces chants comme outils de propagande sur internet.
Ces chants sont des pièces chantées polyphoniques sans accompagnement. Ils font l'objet de nos jours de remixages numériques.
Les anasheeds utilisent une large gamme de possibilités mélodiques. Ainsi, le nasheed djihadiste « avance, avance » joue sur des opposition entre des couplets et des refrains caractérisés par des formes harmoniques différentes, homophonie et polyphonie. Cette dernière utilise « des procédés contrapuntiques variés (tuilages, superposition d’ostinati, bourdons, imitations) ». L'ensemble joue sur des oppositions quant à la stabilité harmonique.

## Musique et chiisme
Le chiisme, au contraire, favorise la musique, mais l'interdit dans les faits. Cette attitude contradictoire provient de l'influence exercée par les confréries soufies, souvent adeptes de rituels liés à la musique (dhikr et samā‘) [réf. nécessaire]. Certains savants musulmans pensent que seul le chant est permis/licite (halal), et que les instruments sont interdits (haram). Ainsi, il existe une forte tradition de chant a cappella empreint de Mélisme.[réf. nécessaire]
De nombreuses confréries conservent au sein de leurs pratiques des éléments anté ou non islamiques. Les instruments jouent parfois un rôle majeurs comme au Kurdistan turc ou iranien. La musique kurde est aussi en partie dédiée à ces pratiques. Le djem de l'alévisme tourne autour du saz ou tambûr sacré. Le daf est aussi sacré chez les Kurdes. [réf. nécessaire]
Chez les soufis, la transe a une grande place dans la recherche spirituelle. Celle-ci s'obtient souvent par la musique et les soufis ont créé des cérémonies associant la musique à leur quête de spiritualité. Une pratique que l'on retrouve dans tout le monde musulman avec des variantes nationales, régionales ou locales. [réf. nécessaire]
Le dhikr (littéralement : évocation) est une prière où le nom d'Allah est répété inlassablement jusqu'à prendre possession du corps et de l'esprit, amenant la plupart des présents à l'assemblée dans un état de transe totale sous la direction d'un maître spirituel auquel s'adjoignent les chanteurs. Dans les zaouïas du Sud-Ouest algérien, les mouridines de la tariqa (voie) kerzazia, s'adonnent jusqu'à ce jour à la pratique de ce rituel, destiné à l'origine à l'apprentissage par cœur du Coran et des hadiths. Lors des séances de dikr, les prières sont chantées et reprises en chœur par les participants, avant de se voir accompagnée très vite par un mouvement du buste d'avant en arrière. Ce mouvement introductif en balancier amène une scansion dans le chant jusqu'à susciter l'état de transe. [réf. nécessaire]

### Qawwali

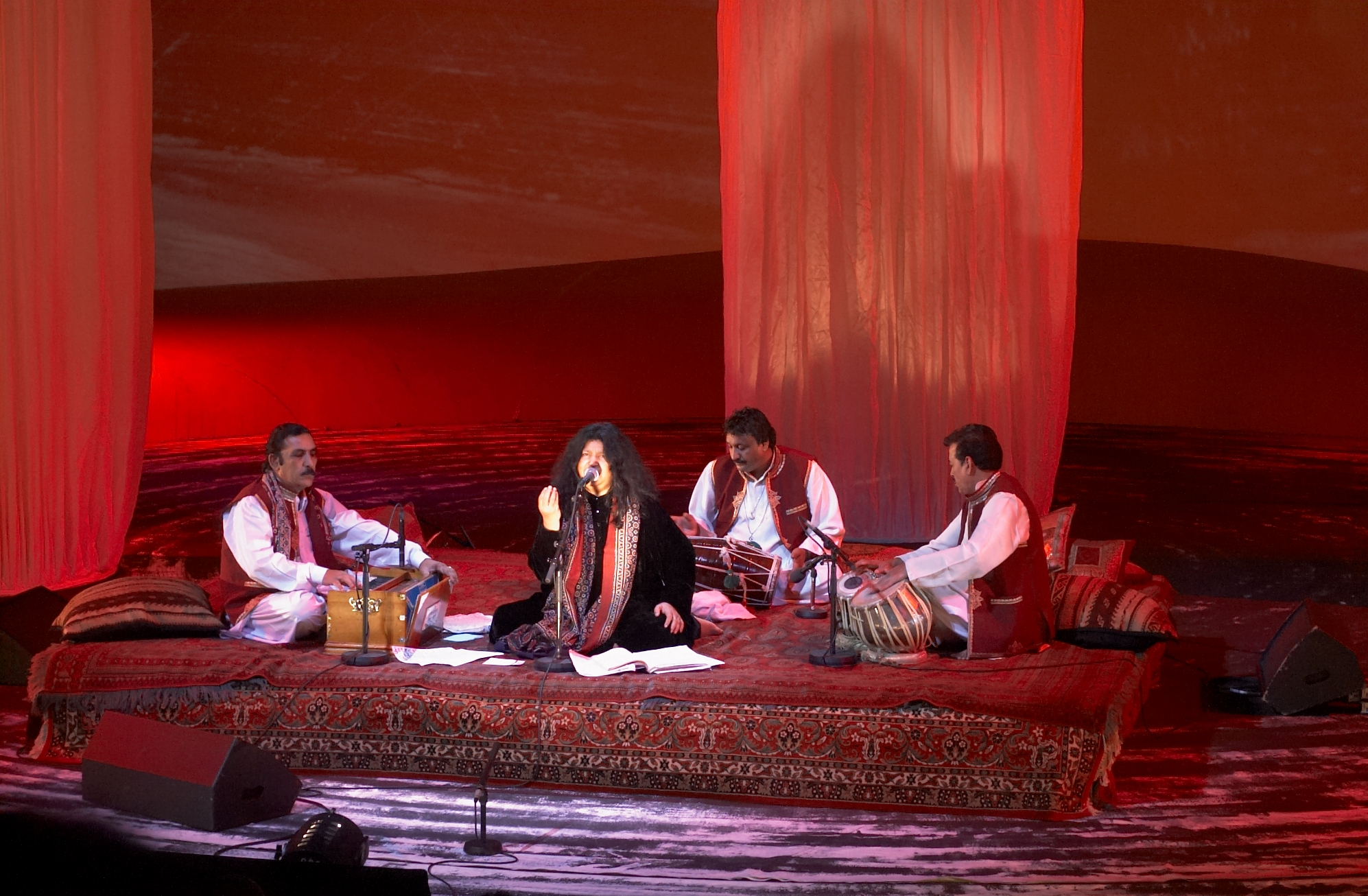
Qawwali

Le qawwalî (ourdou : قوٌالی) est la musique dévotionnelle de la confrérie soufie des chishtis en Inde et au Pakistan. Remontant au XIIIe siècle, cette tradition se rencontre autour des sanctuaires du soufisme depuis sa réforme par Amir Khusrau. C'est une musique de transe (wajad) joyeuse en quête d'union divine, exécutée avec des percussions et des harmoniums. Il ne s'agit pas d'une simple musique à écouter, mais d'un évènement mystique auquel on participe en prenant part au mehfil-e-sama («concert spirituel », littéralement « rassemblement pour écouter »), qui est son nom complet reprenant la tradition soufie de Rumi (samā‘).

### Qâl
Le qâl ou qâul (« parole » qui a donné qawwali) est un genre poétique mystique basé sur un tarânâ et servant souvent d'introduction. C'est Amir Khusrau qui l'a formulé. Il fait office de profession de foi au Pakistan.

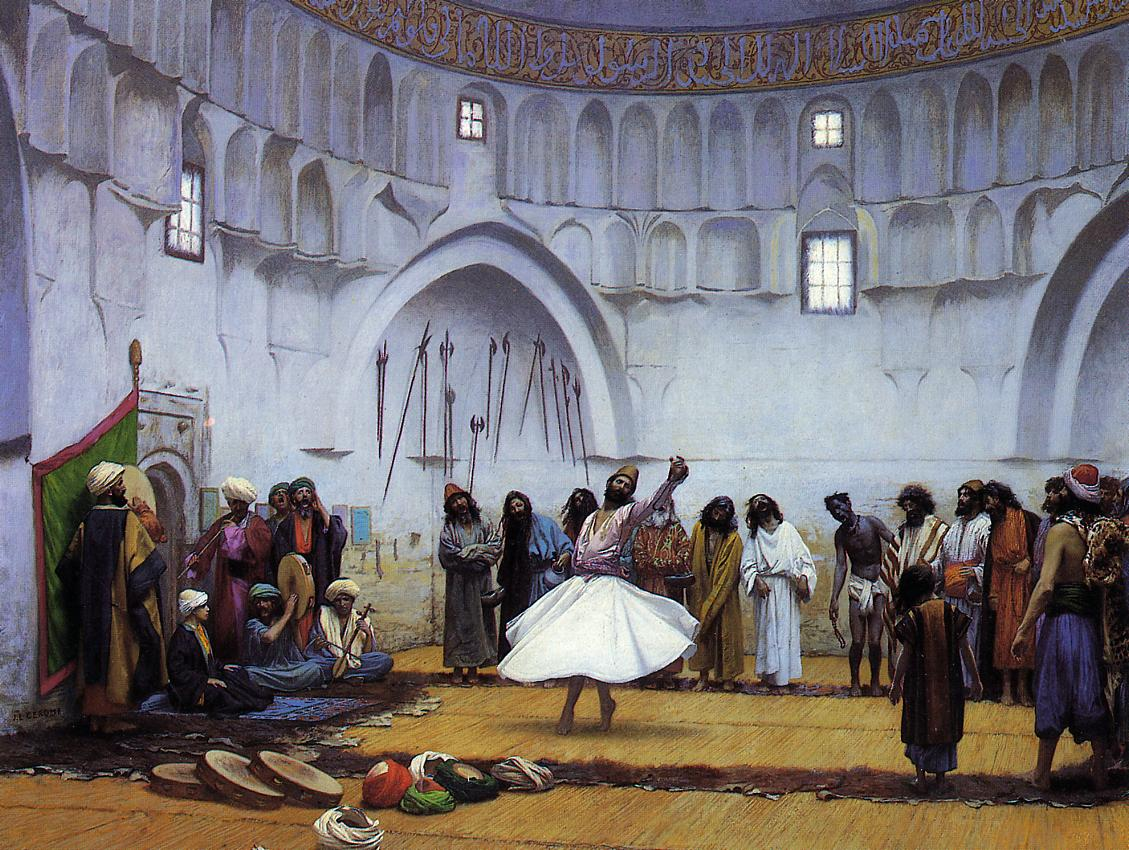
Derviches

### Sama'
Le samā‘ est un concert spirituel de l'ordre mevlevi turc. C'est une cérémonie de prière avec musique et des danses mystiques en présence d'un petit orchestre. Les adeptes accèdent à l'état d'extase grâce aux sons de la musique pratiquée au moyen d'une flûte oblique et d'un tambour. Durant le sama, la séance est dirigée par un maître spirituel qui est le cheikh des adeptes. Les présents, qui écoutent la musique, les psalmodies et les chants, se laissent peu à peu envahir par la transe.

### Cem et deyiş
Le cem est un rituel lié à l'alévisme turc faisant usage notamment du luth saz lors des chants deyiş.

### Sûfyâna kâlam
Le sûfyâna kâlam ou arifâna kâlam est un genre de musique dévotionnelle soufie accompagné de cordophones. Arrivé d’Iran au XVe siècle, c'est un genre assez populaire désormais au Cachemire. Il use volontiers de tarânâ, un type de chant inspiré des syllabes mnémotechniques (bols) utilisées dans les percussions.

### Kâfi
Les kâfi sont des chants religieux chishtis basés sur des mélodies populaires et non des râgas. C'est une composante folklorique du Pakistan et de l'Inde.

### Mappila Pattu
Les mappila pattu sont des chants dévotionnels de la communauté malabare du Kerala, en Inde du Sud.

### Lila
Le lila (aussi appelé derdebba, hadra et sadaqa) est une cérémonie de transe des confréries soufies Aïssawa et Gnaouas du Maroc où la musique joue un rôle estimable. Ce rituel porte divers noms : stambali (Tunisie), zâr (Égypte, Yémen), diwane (Algérie).

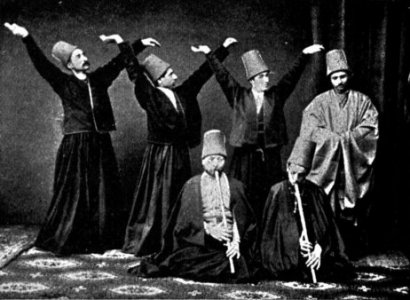
Sama'

### Ouvrages
- Amnon Shiloah (trad. de l'anglais par Christian Poché), La musique dans le monde de l'islam : une étude socio-culturelle, Paris, Fayard, coll. « Les chemins de la musique », 2002 (1re éd. 1995), 405 p. (ISBN 978-2-213-61201-0)
- [Poché 1996] Christian Poché, Musiques du monde arabe. Écoute et découverte, Paris, Institut du Monde Arabe, 1996, avec CD - 67 (ISBN 2-906-06266-9)
- Christian Poché et Jean Lambert (Dir.), Musiques du monde arabe et musulman. Bibliographie et discographique, Paris, Geuthner, coll. « Les Geuthner », 2000, 371 p. (ISBN 2-705-33671-0, présentation en ligne)

### Articles et chapitres d'ouvrage
- Jean During, « Territorialité et territorialisation de l'espace musical musulman : Cultes et cultures de l'Afrique à Java », dans Mohammad Ali Amir-Moezzi, Lieux d'islam, Paris, Autrement, coll. « Monde HS n° 91/92 », 1996, 349 p. (ISBN 978-2-862-60580-7), p. 321-331
- [Duvelle et Shiloah] Charles Duvelle, Amnon Shiloah, « MUSICALES (TRADITIONS) - Musiques de l'Islam », sur universalis.fr, Encyclopædia Universalis (consulté le 18 août 2020)
- Eckhard Neubauer, « La musique savante musulmane et son développement : Cultes et cultures de l'Afrique à Java », dans Mohammad Ali Amir-Moezzi, Lieux d'islam, Paris, Autrement, coll. « Monde HS n° 91/92 », 1996, 349 p. (ISBN 978-2-862-60580-7), p. 301-320
- [Qureshi 1972] (en) Regula Qureshi, « Indo-Muslim Religious Music, an Overview », Asian Music, vol. 3, no 2 « Indian Music Issue »,‎ 1972, p. 15-22 (DOI 10.2307/833955)
- (en) Abu Bilaal Mustafa al-Kanadi, « The Islamic ruling on music and singing », World of Islam,‎ 1986, p. 52 (lire en ligne, consulté le 17 août 2020)

### Conférences
- (en) Regula Qureshi, « Performance Traditions in South Asian Islam » (Conférence - 72 min), sur youtube.com, 28 octobre 2010 (consulté le 17 août 2020)